# Gérault Verny
Pour les articles homonymes, voir Verny (homonymie).
Gérault Verny, né le 23 décembre 1984 à Bourgoin-Jallieu (Isère), est un homme politique français, élu député à l'Assemblée nationale lors des élections législatives anticipées de 2024 dans la quatorzième circonscription des Bouches-du-Rhône. Il est également l'un des principaux propriétaires du journal d'extrême droite Frontières.

## Biographie
Industriel lyonnais, il dirige depuis 2014 Mont Blanc composite, un groupe de PME industrielles établi en Auvergne-Rhône-Alpes.
Il est lié à l’ancien ministre de la Défense Charles Millon, qui a ouvert son carnet d’adresses à Mont Blanc composite, mais aussi à Marion Maréchal. Au sein de l’Institut des sciences sociales, économiques et politiques (Issep), fondé par l’ancienne députée frontiste, il donne des cours et est chargé des partenariats avec les entreprises.
Il soutient financièrement Éric Zemmour et fait partie de ses « 50 lieutenants » pour sa campagne présidentielle de 2022,. En septembre 2023 il est le principal financeur de la relance du média identitaire Livre noir, site internet proche d’Éric Zemmour,,.
Lors des élections législatives de 2024 dans les Bouches-du-Rhône, il est candidat LR-RN, avec l'étiquette UXD, dans le cadre de l'accord entre le RN et les Républicains à droite d'Éric Ciotti. Il arrive en première position à l'issue du premier tour, devant Jean-David Ciot (PS-NFP) et la députée sortante Anne-Laurence Petel (RE). Cette dernière refuse de se retirer malgré la consigne nationale de front républicain, ce qui participe à l'élection du candidat au second tour, avec 850 voix d'avance sur Jean-David Ciot,.
À l'Assemblée, il dépose des amendements pour la suppression de la Cotisation sur la valeur ajoutée des entreprises (CVAE), de la taxe sur les rachats d’action et du malus écologique sur les véhicules

## Controverse
En 2024, il est mis en cause pour avoir participé avec le média d'extrême droite Frontières à une visite filmée sans autorisation du centre de rétention du Canet. Il est actionnaire à 20 % du média, sans que cela ne soit indiqué dans les publications de celui-ci.
Selon un article publié par La Lettre en juin 2025, "en se contentant de déclarer à la HATVP sa holding Maji, le député ciottiste Gérault Verny occulte ses différents investissements dans des entreprises, dont le média d'extrême droite Frontières. Une pratique légale, susceptible de masquer les liens de certains élus avec des entités privées."